# Torsten Stålhandske
Torsten Stålhandske (Borgå, 1er septembre 1593 – Haderslev, 21 avril 1644) ou Stålhansch dans une graphie suédoise de l'époque, aussi connu dans la littérature allemande comme Torsten Staalhansch, était un noble finlandais au service de la Suède, dont la Finlande faisait alors partie, pendant la guerre de Trente Ans. Il doit son surnom qui signifie « Gant d'acier » à sa poigne fameuse, dont il écrasait les doigts des prisonniers.
À partir de 1642, il fut commandant en chef de la cavalerie Hakkapélite finlandaise. Il démontra ses qualités tactiques offensives lors des batailles de Leipzig où il fut blessé : Rain am Lech, Lützen et Chemnitz.  

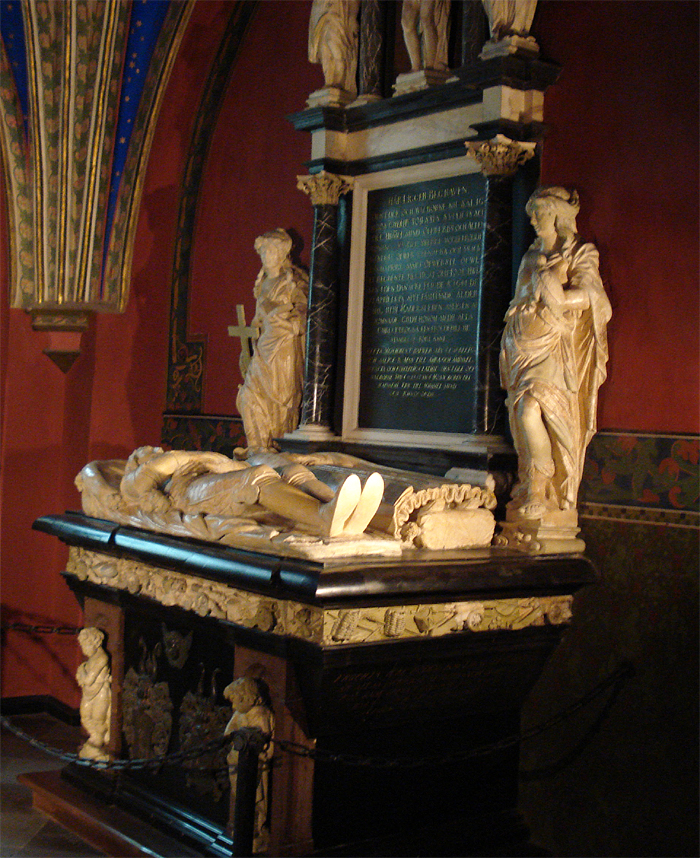
Le mausolée de Torsten Stålhandske et de sa femme dans la cathédrale de Turku.

On peut visiter son mausolée à la cathédrale de Turku.